# Groș, Hunedoara
Groș este un sat ce aparține municipiului Hunedoara din județul Hunedoara, Transilvania, România.

## Vezi și
- Biserica de lemn din Groș

## Imagini

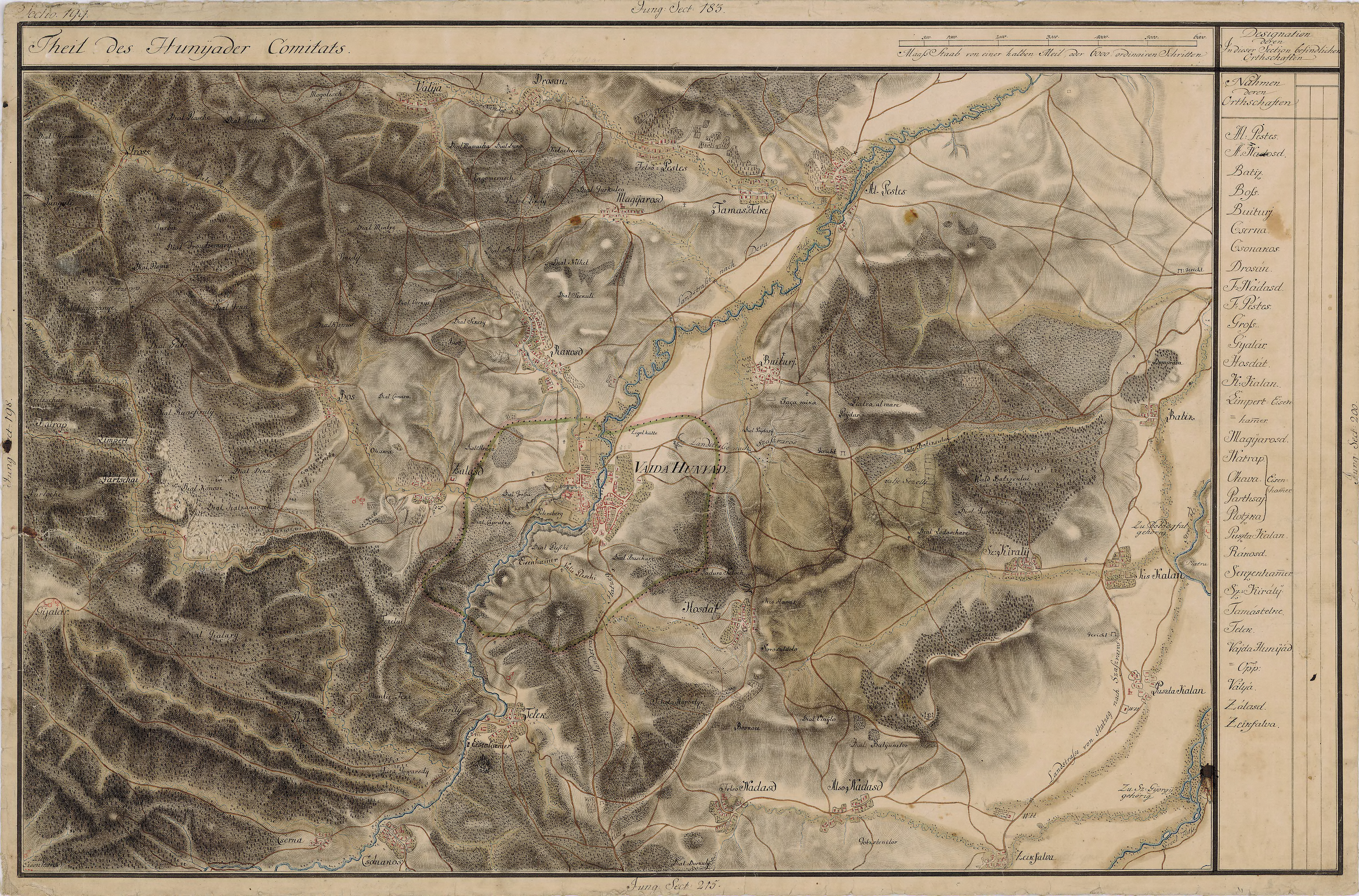
Groș în Harta Iosefină a Transilvaniei, 1769-1773
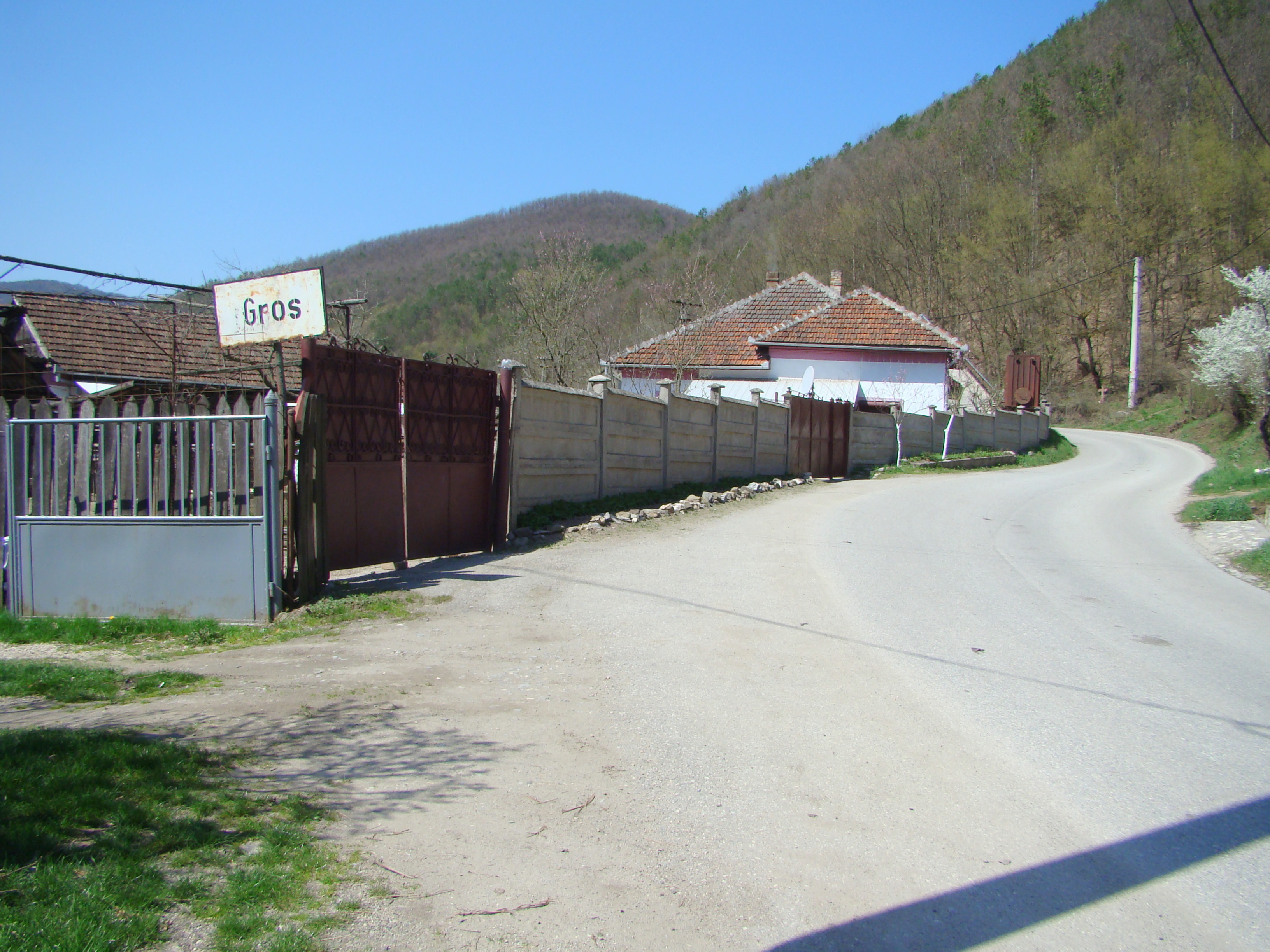
Intrarea în localitate
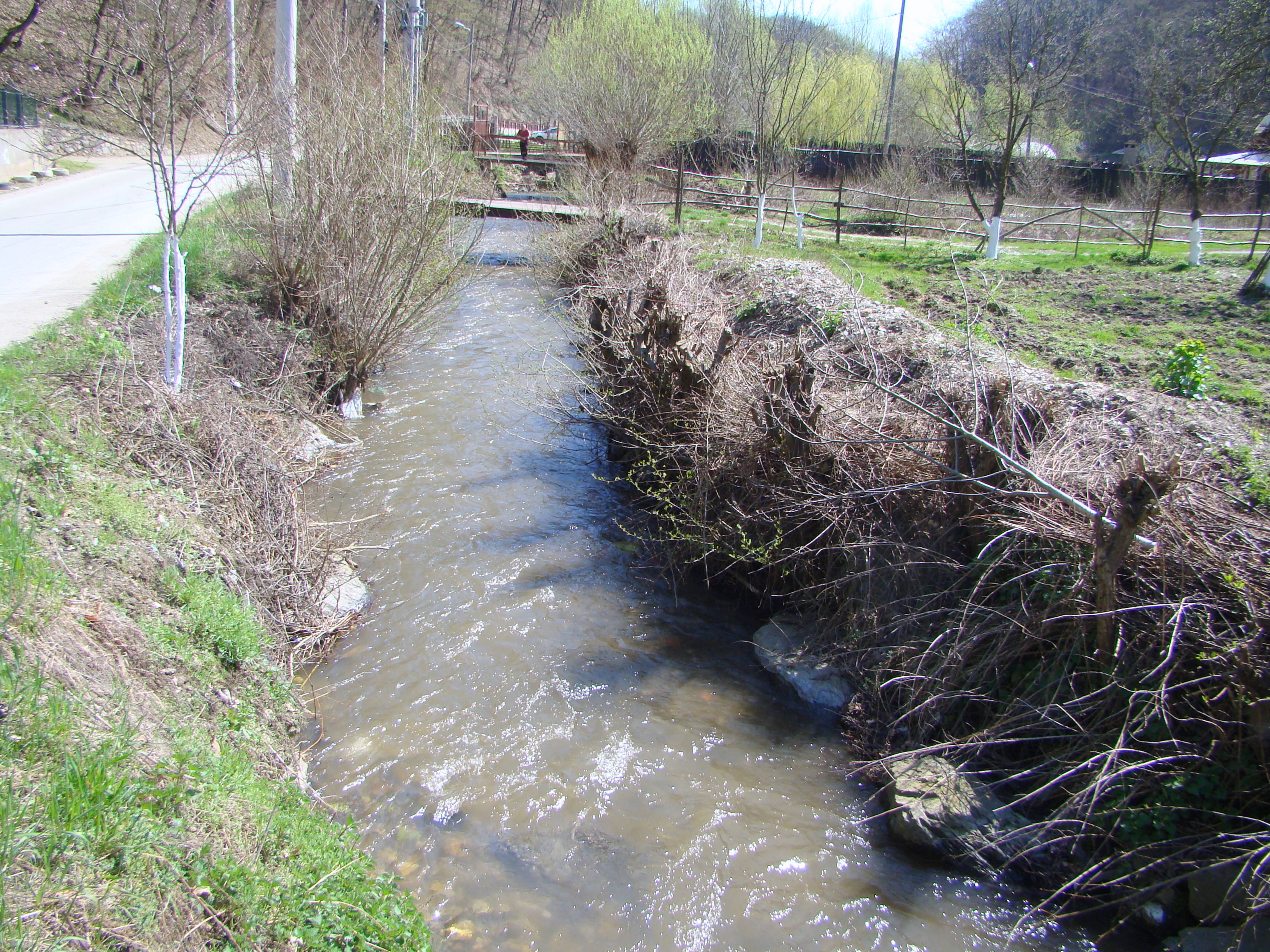
Râul Zlaști